# Естасјон Сентрал
Естасјон Сентрал (шп. Estación Central) је општина у Чилеу. По подацима са пописа из 2002. године број становника у месту је био 130.394.

## Демографија
| 2002.   |
| ------- |
| 130,394 |